# The Duskbloods
The Duskbloods — майбутня гра від студії FromSoftware, в жанрі PvPvE-екшену. Реліз гри запланований на 2026 рік, ексклюзивно для консолі Nintendo Switch 2.

## Сюжет
Гравець бере на себе роль одного з «Кровоприсягнувших» (англ. Bloodsworn) — 
В цілому, вони схожі на вампірів, але не зображуються як жахливі монстри, які асоціюються з традиційним вампіризмом.
воїнів, чия особлива кров дарувала їм надзвичайну силу. Їм належить битися за «Першу кров» на тлі «Сутінків людства». На Присмерк людства з різних часів і місць скликають Кровоприсягнувших, щоб здобути Першу Кров.
Ми спробували виокремити ті романтичні аспекти, які нам здалися цікавими, з таких понять, як вампіри та «кров», і переосмислили їх як «Клятву на крові» (Кровоприсягнувших)— 

## Ігровий процес
The Duskbloods являє собою PvPvE-екшен з упором на мультиплеєр. Вісьмом гравцям належить битися між собою і виконувати різні PvE-завдання, такі як знищення босів. Битви відбуватимуться на різноманітних аренах (від готичних міст до вікторіанських локацій), перемежовуючись динамічними подіями, що впливають на умови перемоги та правила матчів (так, у небі може виникнути гігантське кам'яне обличчя, яке впливає на навколишнє середовище та змінює нагороди). Наприкінці кожного матчу гравці переміщатимуться в хаб, де отримають нагороди. У грі буде доступно десять персонажів, кожен з яких володіє унікальним зовнішнім виглядом (крім цього, передбачена додаткова кастомізація) і зброєю (в тому числі, з далекобійними атаками). Однією з ключових механік The Duskbloods стануть «ролі» персонажів, що визначають їхні особливі обов'язки і цілі під час матчів, не пов'язані із загальними умовами перемоги. Завдяки гнучкій системі «кастомізації крові», гравці зможуть налаштовувати ролі під свій стиль гри, що, на думку розробників, відкриває простір для відігравання ролі.

За своєю стилістикою та візуальним стилем проєкт нагадує духовного спадкоємця Bloodborne, що було відзначено багатьма ігровими виданнями, однак, через те що гра не має фіксованої епохи а персонажів скликають з різних часів і місць, гра вирізняється на тлі свого попередника присутністю стімпанк-елементів та сучаснішим сетингом.
Існують більш традиційні карти в готичному чи вікторіанському стилі, а також карти, що зображують останні роки раннього модерну, як та, що промайнула у трейлері з потягом, який проїжджає через неї.— 

## Розробка
The Duskbloods являє собою новий тайтл, що не фігурував до цього серед проектів FromSoftware. Геймдиректором гри виступає Хідетакі Міядзакі, очільник студії, її реліз намічений на 2026 рік ексклюзивно для консолі Nintendo Switch 2.

Назва гри безпосередньо відноситься до Кровоприсягнувших
Кровоприсягнувших викликають у «Сутінки людства» в битві за «Першу Кров». «Сутінкова кров» (The Duskbloods)- це збірний термін для позначення цих персонажів, якими керує гравець.

За словами Міядзакі, до початку розробки The Duskbloods була лише набором ідей. Повноцінне виробництво почалося тоді, коли проектом зацікавилися представники Nintendo. Спочатку грою займалася невелика команда і її випуск планувався на першій Switch, проте потім проєкт був переорієнтований на другу версію консолі, з упором на її на багатокористувацькі функції (зокрема вбудований голосовий чат). 
Міядзакі прокоментував:
Проект розроблявся невеликою командою для Switch. Однак, щойно гра почала набувати форми, до нас звернулася Nintendo і розповіла про Switch 2, після чого ми переглянули наші плани з урахуванням нового обладнання— 
Коментуючи концепцію The Duskbloods (PvPvE), Міядзакі зазначив, 
що знаходить цю структуру дуже цікавою та завжди бажав поекспериментувати з нею— 
Оскільки PvP-елемент дає змогу реалізувати широкий спектр геймдизайнерських ідей.